# Heteropolygonatum xui
Heteropolygonatum xui är en sparrisväxtart som beskrevs av W.K.Bao och Minoru N. Tamura. Heteropolygonatum xui ingår i släktet Heteropolygonatum och familjen sparrisväxter. Inga underarter finns listade i Catalogue of Life.